# Cabrerolles
Cabrerolles là một tỉnh thuộc tỉnh Hérault trong vùng Occitanie ở phía nam nước Pháp. Xã này nằm ở khu vực có độ cao trung bình310 mét trên mực nước biển. Dân số thời điểm năm 1999 là 270 người.